# Get Outta My Way
Get Outta My Way je píseň australské popové zpěvačky Kylie Minogue. Píseň pochází z jejího jedenáctého alba Aphrodite. Produkce se ujmul producent Cutfather.

## Hitparáda
| Země           | Umístění |
| -------------- | -------- |
| Česko          | 50       |
| Německo        | 41       |
| Slovensko      | 18       |
| Japonsko       | 57       |
| Velká Británie | 12       |
| USA            | 105      |